# 恭愍王陵
37°58′55″N 126°28′23″E / 37.98194°N 126.47306°E

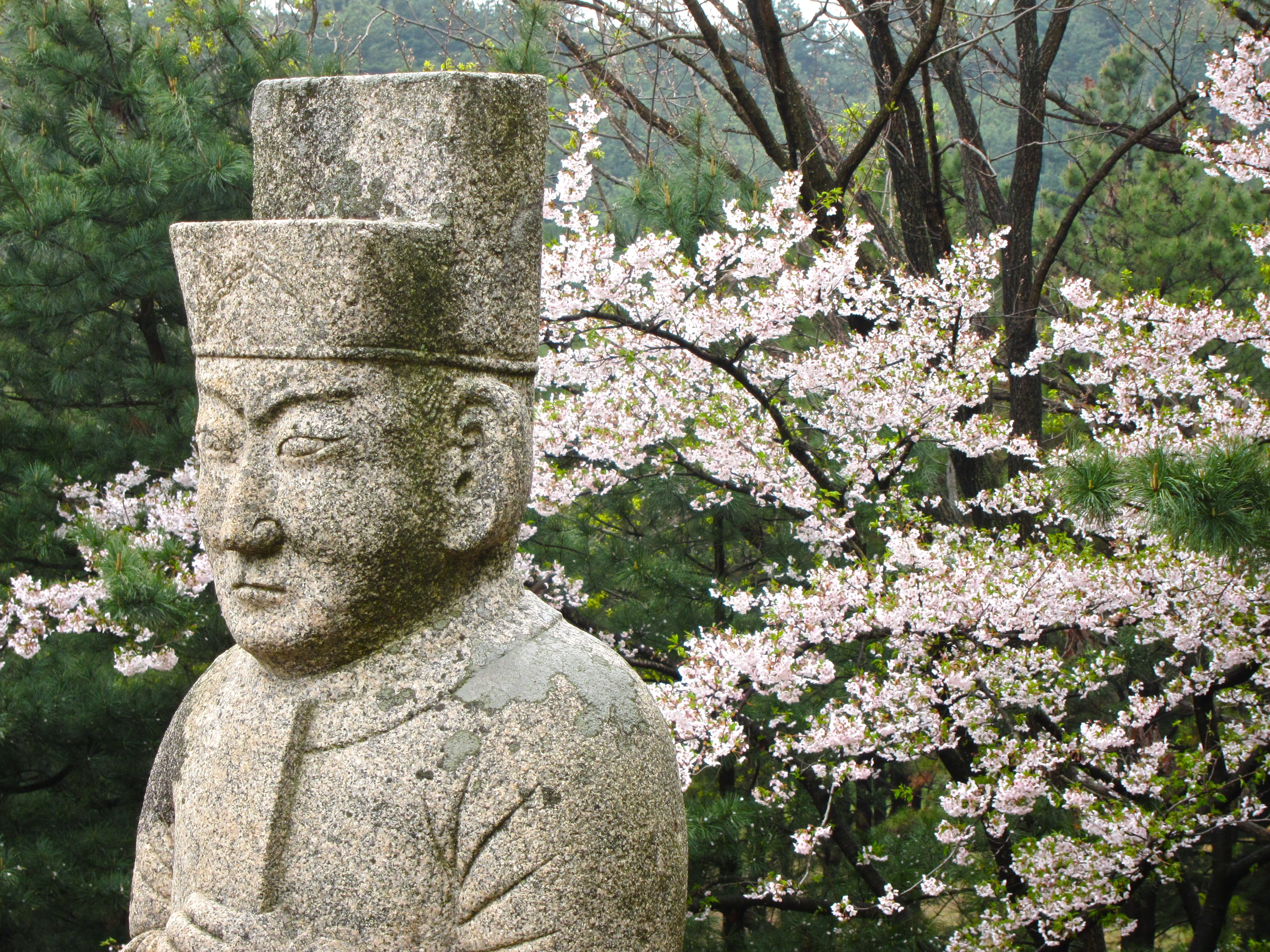
恭愍王陵

恭愍王陵，又稱玄正陵，位於朝鮮民主主義人民共和國的開城工業地區之西南部約14公里，是高麗第31代君主恭愍王的玄陵和仁德王后的正陵并排的陵墓。

## 历史
恭愍王公元1352年登基為王。1365年，他心愛的仁德王后病逝后，他親自設計及監督雙人陵墓供日後與她同殮葬在一起。陵墓一共花了7年時間于1372年建成。他的王后被殮葬於右方的陸墓。公元1374年，恭愍王駕崩後，被殮葬於左方的陵墓。1905年，日本殖民地政府曾經盜掘陵墓，陵墓的一角被損毀。1989年陵墓被依據原貌修復。

## 建築

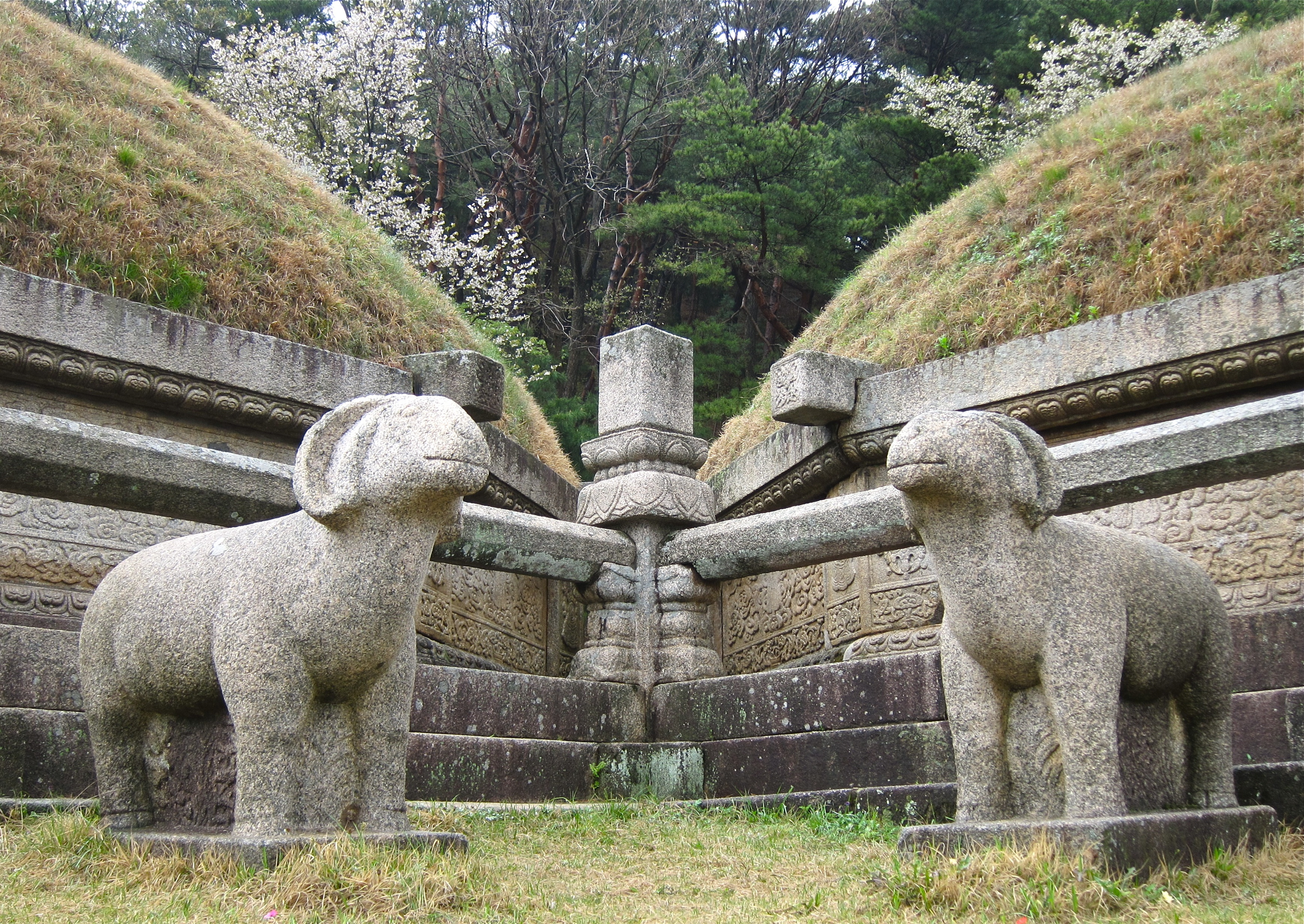
恭愍王陵

在1372年落成的兩座陸墓相距約0.6公呎並排而立。整個陸墓可被分為四個部分：兩座陸墓的底座被雕刻了雲的圖形，設有12位以花崗石制造的衛兵(翁仲)像、老虎及羊的石雕塑。陸墓裡的棺材被分成內外兩個，被掃上太陽及熊等傳統高句麗標誌。陸墓外圍的左右側，各有兩個高3.3公呎代表文官及武官的花崗石人像。